# گرو هولم
گرو هولم (نروژی: Gro Holm) زادهٔ ۱۱ آوریل ۱۹۵۸م، در اودا یک خبرنگار نروژی و گزارشگر شبکه ان‌ارکو در مسکو است.

## پیشینه
گرو هولم در اودا به دنیا آمد و در مودوم بزرگ شد. وی یک دوره کارشناسی ۵ ساله را از جمله در علوم سیاسی و اقتصاد اجتماعی گذرانده‌است. طی سال‌های ۱۹۷۹ و ۱۹۸۰م، وی رئیس سازمان همبستگی شورای مشترک آفریقای جنوبی بود و برای یک سفر مطالعاتی به موزامبیک از دولت نروژ کمک هزینه مالی دریافت کرد.

گرو هولم در سال ۱۹۸۲م، به استخدام شبکه سراسری ان‌ارکو درآمد و در بخش امور خارجی سمت سردبیری داشت. بین سالهای ۱۹۹۴ تا ۱۹۹۸م، وی گزارشگر مطبوعاتی شبکه ان‌ارکو در مسکو بود. سپس بین سالهای ۲۰۱۳ تا ۲۰۱۷م، گزارشگر خبری شبکه  ان‌ارکو در ایالات متحده بود. وی بعد از جدایی از اولین همسر خود با کای ایدی، دیپلمات بلندپایه نروژی ازدواج کرد و تا سال ۲۰۱۸م، همسر وی بود. گرو هولم از اولین ازدواج خود صاحب ۳ فرزند دختر بود و شوهر دوم وی نیز صاحب ۲ فرزند از ازدواج قبلی خود بود. همچنین خواهر کوچکتر گرو به نام «هگه» خبرنگار و مجری برنامه در شبکه سراسری ان‌ارکو است.